# Velika nagrada Neaplja 1937
Velika nagrada Neaplja 1937 je bila druga neprvenstvena dirka za Veliko nagrado v sezoni 1937. Odvijala se je 25. aprila 1937 na italijanskem uličnem dirkališču Posillipo v Neaplju. 

## Poročilo
Za Scuderio Ferrari sta Giuseppe Farina in Clemente Biondetti nastopila z dirkalnikom Alfa Romeo 12C-36, Eugenio Siena, ki je prišel iz Južne Amerike kupit dirkalnik 8C-35, je z njim nastopil na tej dirki za Ferrari, preden se je z njim vrnil v Južno Ameriko. Carlos Arzani je tudi dirkal v dirkalniku 8C-35, peti Ferrarijev dirkač pa je bil Emilio Villoresi z nekoliko predelanim dirkalnikom 2900A. Prav vseh pet Ferrarijevih dirkačev se je že od začetka prebilo v ospredje in dosegli so kar petkratno zmago, tokrat Farina, ki je štartal iz najboljšega štartnega položaja, pred Biondettijem in Villoresijem. 

## Rezultati

### Dirka
| Poz | Št | Dirkač                         | Moštvo             | Dirkalnik         | Krogi | Čas/Odstop  | Št. m. |
| --- | -- | ------------------------------ | ------------------ | ----------------- | ----- | ----------- | ------ |
| 1   | 56 | Giuseppe Farina                | Scuderia Ferrari   | Alfa Romeo 12C-36 | 50    | 2:04:28,8   | 1      |
| 2   | 66 | Clemente Biondetti             | Scuderia Ferrari   | Alfa Romeo 12C-36 | 50    | + 1:42,2    | 6      |
| 3   | 68 | Emilio Villoresi               | Scuderia Ferrari   | Alfa Romeo 2900A  | 50    | + 2:21,6    | 9      |
| 4   | 64 | Carlos Arzani                  | Scuderia Ferrari   | Alfa Romeo 8C-35  | 49    | +1 krog     | 4      |
| 5   | 60 | Eugenio Siena                  | Scuderia Ferrari   | Alfa Romeo 8C-35  | 49    | +1 krog     | 8      |
| 6   | 78 | Nicola Sarubbi Carlo Gazzabini | Privatnika         | Alfa Romeo Monza  | 48    | +2 kroga    | 10     |
| 7   | 52 | Constantino Magistri           | Privatnik          | Alfa Romeo Monza  | 48    | +2 kroga    | 3      |
| 8   | 80 | László Hartmann                | Privatnik          | Maserati 8CM      | 46    | +4 krogi    | 13     |
| 9   | 62 | Martin Walther                 | Privatnik          | Bugatti T51       | 46    | +4 krogi    | 5      |
| 10  | 72 | Adolfo Mandirola               | Privatnik          | Maserati V8-RI    | 44    | +6 krogov   | 12     |
| Ods | 54 | »Ventidue«                     | Privatnik          | Alfa Romeo Monza  | 24    | Trčenje     | 2      |
| Ods | 70 | Luigi Soffietti                | Privatnik          | Maserati 6C-34    | 14    | Diferencial | 7      |
| Ods | 74 | Ernő Festetics                 | Privatnik          | Maserati 8CM      | 13    | Motor       | 11     |
| DNA | 58 | Carlo Pes di Villamarina       | Scuderia Maremmana | Maserati 6C-34    |       |             |        |
| DNA | 76 | Jacques de Rham                | Scuderia Maremmana | Alfa Romeo P3     |       |             |        |